# 汪涛 (医学家)
汪涛(1966年10月—)，中国安徽省宣城市绩溪县人，医学家，北京大学教授，长期从事腹膜透析的基础研究与临床工作。中华人民共和国教育部第四批长江学者特聘教授，2001年获国际腹膜透析学会John F. Maher奖。

## 生平
1966年10月，生于安徽绩溪县的一个教师家庭；
1988年毕业于皖南医学院，并回到绩溪县医院做内科医生，1990年，进入中山医科大学攻读研究生，师从中国腹膜透析治疗奠基人叶任高；1995年获得博士学位；
2002年，参与筹建北大医院建立肾脏病研究所腹膜透析中心。